# Список актёров и персонажей телесериала «Империя»
«Империя» (англ. Empire) — американская телевизионная мыльная опера, транслирующаяся в прайм-тайм на Fox с 7 января 2015 года. В центре сюжета находится семейная хип-хоп династия Empire Entertainment. Тимбалэнд выступил музыкальным продюсером, тогда как Айлин Чайкен занимает пост шоураннера.
Дебютировав в середине сезона, «Империя» получила похвалу от критиков, заработав на Rotten Tomatoes 85 процентов положительных отзывов, отмечаясь как перспективная мыльная опера с увлекательными сюжетами и ярким актёрским составом во главе с Тараджи Хенсон. Проект, с полностью афро-американским актёрским составом, также дебютировал с рекордными для канала рейтингами (3,8 в демографической категории 18-49) за последние три года, а также поделил первое место по лучшему дебюту в сезоне с «Как избежать наказания за убийство». 17 января 2015 года, после выхода лишь двух эпизодов, канал продлил сериал на второй сезон. Сериал оказался первым проектом со времен старта «Анатомия страсти» в 2005 году, который прибавлял в рейтингах после премьерного эпизода.

## Актёрский состав
| Актёр             | Персонаж      | Первое появление | Сезоны         | Сезоны              |
| Актёр             | Персонаж      | Первое появление | Сезон 1 (2015) | Сезон 2 (2015—2016) |
| ----------------- | ------------- | ---------------- | -------------- | ------------------- |
| Терренс Ховард    | Люциус Лайон  | 1.01             | Регулярно      | Регулярно           |
| Брайшер Грэй      | Хаким Лайон   | 1.01             | Регулярно      | Регулярно           |
| Джусси Смоллетт   | Джамал Лайон  | 1.01             | Регулярно      | Регулярно           |
| Трэй Байерс       | Андре Лайон   | 1.01             | Регулярно      | Регулярно           |
| Грейс Джили       | Аника Кэлхун  | 1.01             | Регулярно      | Регулярно           |
| Малик Йоба        | Вернон Тёрнер | 1.01             | Регулярно      |                     |
| Кэйтлин Даблдэй   | Ронда Лайон   | 1.01             | Регулярно      | Регулярно           |
| Тараджи П. Хенсон | Куки Лайон    | 1.01             | Регулярно      | Регулярно           |
| Габури Сидибе     | Бекки Уильямс | 1.01             | Периодически   | Регулярно           |
| Та’Ронда Джонс    | Порша Тейлор  | 1.02             | Периодически   | Регулярно           |

## Персонажи

### Основные персонажи

#### Андре Лайон
Андре Лайон (англ. Andre Lyon) — персонаж американской телевизионной прайм-тайм мыльной оперы Fox «Империя». Роль Андре исполняет актёр Трэй Байерс начиная с пилотного эпизода, вышедшего 7 января 2015 года.

##### Кастинг и история создания
О том, что Трэй Байерс получил роль Андре, было объявлено 10 марта 2014 года. Байерс ранее имел опыт работы в мыльной опере, играя второстепенную роль в «Все мои дети». Чтобы получить роль, Байерс прошел несколько прослушиваний, обойдя на кастингах ряд других актёров. Персонаж на момент разработки сериала описывался как умный старший брат, который под приятным видом имеет темную сторону. В ходе работы над последующими эпизодами, шоураннер сериала Айлин Чайкен, ранее работавшая над недолго просуществовавшей драмой «Чёрный ящик», добавила глубину в развитие Андре, сделав его страдающим от биполярного расстройства. Андре также не является музыкантом, в отличие от других членов семьи. Байерс, однако, в реальной жизни активно выступает как певец, записывая ряд произведений соул-направления.

##### Сюжетные линии
Будучи единственным в семье, кто получил высшее образование, Андре работает финансовым директором Empire Entertainment. Обучаясь в колледже, он познакомился со своей будущей женой Рондой, которая будучи белой, сразу стала ненавистной для его отца, Люциуса. Будучи с браке десять лет на момент начала сериала, Андре и Ронда оказались единственной стабильной парой, будучи при этом злодеями время от времени. В тот момент, когда Люциус Лайон объявляет, что один из трёх его сыновей вскоре должен занять его место во главе Empire Entertainment, Ронда начинает работу над своим планом, чтобы Андре стал главой компании. В ходе этого, однако, их планы планы фактически рушатся, так как Люциус открыто отклоняет Андре как своего преемника, так как он женился на белой женщине. Это приводит Андре к кризису, в ходе которого он перестает принимать таблетки и все видят его биполярное расстройство. В ходе терапии он обращается к религии при под наставничеством госпел-исполнительницы Мишель Уайт, однако когда Люциус узнает об этом, то предлагает Мишель стать исполнительницей в Empire Entertainment, уходя тем самым из церкви. В финале первого сезона, когда Люциус выбирает Джамала своим преемником, Андре объединяется с Хакимом, Куки и Аникой, чтобы заполучить компанию с помощью принудительного слияния.

##### Приём
Персонаж был благоприятно принят критиками, когда сюжетная линия была сконцентрирована на его биполярном расстройстве. Некоторые критики тем временем негативно оценили точность изображения болезни, так как приступы психоза были представлены чрезмерно преувеличенными. Трэй Байерс тем временем получил похвалу от критиков за игру персонажа в период кризиса.

#### Джамал Лайон
Джамал Лайон (англ. Jamal Lyon) — персонаж американской телевизионной прайм-тайм мыльной оперы Fox «Империя». Роль Джамала исполняет актёр Джусси Смоллетт начиная с пилотного эпизода, вышедшего 7 января 2015 года.

##### Кастинг и история создания
26 февраля 2014 года было объявлено, что бывший ребёнок-актёр Джусси Смоллетт будет играть роль Джамала, среднего сына в семействе, который является геем, чем недоволен его отец Люциус. Смоллетт прошел стандартное прослушивание на роль и чтобы её получить отправил создателю сериала Ли Дэниелсу сообщение на Instagram, с целью привлечь его внимание. Открытый гей Дэниелс позже говорил, что взаимоотношения персонажа Смоллетта с отцом были основаны на личном опыте. Сцена-флэшбек из пилотного эпизода, в которой Люциус выбрасывает пятилетнего Джамала в мусорный бак когда тот переодевается в женскую одежду, по признанию Дэниэлса произошла с ним в детстве.
Джамал по задумке авторов позиционируется как протагонист с чувствительной душой, а также музыкальный вундеркинд, который при желании может стать суперзвездой. По замыслу Ли Дэниелса история Джамала являлась важнейшей в первом сезоне. Основное внимание в развитии истории персонажа заняла его сексуальная ориентация, которая стала камнем преткновения его отца Люциуса Лайона и матери Куки Лайон, когда он был ребёнком. Шоураннер сериала Айлин Чайкен в интервью отмечала, что она хотела развить сюжетную линию каминг-аута Джамала нестандартным способом, так как ранее не осуществлялось в шоу национального телевидения. Целью Дэниэлса тем временем было сломать стереотип о геях, так как гомофобия особенно активно процветала в афро-американской общине. В музыкальном плане, Джон Ледженд и Фрэнк Оушен оказали влияние на развитие персонажа.

##### Сюжетные линии
В пилотном эпизоде Люциус Лайон объявляет, что один из трёх его сыновей вскоре должен занять его место во главе Empire Entertainment. Это происходит на фоне выхода его матери, Куки Лайон, из тюрьмы, которая в свою очередь решает стать менеджером Джамала. Джамал тем временем знает, что гомофобный Люциус никогда не сделает его главой компании, из-за чего не проявляет энтузиазма в планах Куки. Когда она подталкивает его на каминг-аут, Люциус рушит их планы, пригрозив, что лишит Джамала доступа к деньгам. Мать Джамала тем временем всегда поддерживала его и хорошо приняла его бойфренда Майкла. Несмотря на проблемные отношения с отцом, Джамал находится в хороших отношениях с младшим братом Хакимом, которому помогает с музыкой. Так как Люциус крайне негативно настроен против Джамала и его бойфренда Майкла, он наконец решает пойти против отца, отказавшись от денег и занявшись карьерой.
В ходе работы над записью музыки, Джамал начинает отдаляться от Майкла и когда он в интервью говорит, что одинок, Майкл уходит от него. Вскоре Джамал знакомится с режиссёром Райаном Морганом, который и вдохновляет его на каминг-аут перед аудиторией и Люциусом. Также важное место в первом сезоне заняла история появления бывшей жены Джамала, Оливии, навязанную Люциус, когда ему было восемнадцать лет. Оливия появилась в его жизни с рёбенком, заявив, что он является отцом, хотя позже выяснилось о её связи с Люциусом. В финале первого сезона Люциус объявляет Джамала своим преемником, с чем оказываются несогласны Андре и Хаким.

##### Приём
Персонаж был благоприятно принят критиками. Некоторые из них отмечали Смоллетта и персонажа в списках за лучший прорыв года, в первую очередь за музыку.

#### Хаким Лайон
Хаким Лайон (англ. Hakeem Lyon) — персонаж американской телевизионной прайм-тайм мыльной оперы Fox «Империя». Роль Хакима исполняет рэпер Брайшер Грэй начиная с пилотного эпизода, вышедшего 7 января 2015 года.

##### История развития
Роль Хакима изначально должен был играть сын Шона «Дидди» Коумза Куинси. Дидди, однако, запретил сыну сниматься в сериале из-за контрактных обязательств в музыкальном плане. Роль в итоге получил неизвестный Филадельфийский рэпер Брайшер Грэй, также известный как «Yazz The Greatest». Грэй был утвержден на роль 6 марта 2014 года, а его персонаж описывался как избалованный отцом младший ребёнок. Грэй до этого не имел никакого опыта работы перед камерой, и готовясь к роли спрашивал советы у Уилла Смита и Джейми Фокса.
Персонаж на момент старта сериала характеризовался как никого не уважающий, слаборазвитый и испорченный младший ребёнок, который рос, ставя в пример своего отца, Люциуса. Основным отличительным моментом в характере персонажа является его неприязнь к матери, Куки Лайон, так как она села в тюрьму вскоре после его рождения. Из-за того, что Хаким не имел матери, он начал роман с Камиллой (Наоми Кэмпбелл), женщиной, гораздо старше себя, которую он называл матерью в постели. Она, однако, испытывала к нему настоящие чувства, но Люциус избавился от неё ближе к концу первого сезона.

#### Аника Кэлхун
Аника Кэлхун (англ. Anika Calhoun) — персонаж американской телевизионной прайм-тайм мыльной оперы Fox «Империя». Роль Аники исполняет актриса Грейс Джили начиная с пилотного эпизода, вышедшего 7 января 2015 года.

##### История развития
О том, что Грейс Джили получила роль Аники, было объявлено 10 марта 2014 года. Для Джили, роль стала дебютом на экране, после нескольких лет работы на театральной сцене. Персонаж на момент старта сериала не был четко конкретизирован, будучи просто подругой Люциуса.
Аника, будучи невестой Люциуса, крайне враждебно была настроена в сторону его бывшей жены Куки Лайон. По мере развития первого сезона персонаж начал превращаться в полноправного антагониста, используя пассивно-агрессивный стиль поведения. Чтобы больше унизить Анику, Куки придумала для неё оскорбительное прозвище Boo Boo Kitty, заменяющее слово «Сука». Аника является образованной светской львицей, родившейся в семье белого врача и темнокожей женщины из Нового Орлеана.
Основная сюжетная линия персонажа разворачивалась вокруг её конкуренции с Куки, которая по возвращении из тюрьмы практически заняла место Аники в компании. В ходе первого сезона отношения Аники с Люциусом начали ухудшаться. После того, как она застала его в постели с Куки, Люциус сделал ей предложение, но из-за ещё одной его измены, Аника решила отправиться к его врагу Билли Баррети, переманив за собой несколько артистов Empire Entertainment. В финале сезона Аника мстит Люциусу, вступая в связь с Хакимом. Вместе с ним, Андре и Куки, она реализовывает план принудительного слияния Empire Entertainment с другой компанией, подставляя Люциуса.

#### Вернон Тёрнер
Вернон Тёрнер (англ. Vernon Turner) — персонаж американской телевизионной прайм-тайм мыльной оперы Fox «Империя». Роль Вернона исполнял Малик Йоба начиная с пилотного эпизода, вышедшего 7 января 2015 года, до финала первого сезона, показанного 18 марта 2015 года.

##### История развития
О том, что Малик Йоба присоединился к проекту, было объявлено 7 марта 2014 года. Персонаж описывался как давний друг Люциуса Лайона и председатель в Empire Entertainment. Вернон является лояльным другом Люциуса, который помогал ему с детьми, когда Куки сидела в тюрьме.
Будучи членом основного состава сериала, персонаж Малика Йобы оставался второстепенным, не имея значительного экранного времени и собственной сюжетной линии. В ходе первого сезона Вернон был в сговоре с Андре, чтобы помочь занять ему место Люциуса на посту главы компании. Персонаж в конечном счете был случайно убит Рондой в финале первого сезона. Это было сделано так как Fox хотели смерть в финале сезона.

#### Ронда Лайон
Ронда Лайон (англ. Rhonda Lyon) — персонаж американской телевизионной прайм-тайм мыльной оперы Fox «Империя». Роль Ронды исполняла актриса Кэйтлин Даблдэй начиная с пилотного эпизода, вышедшего 7 января 2015 года.

##### История развития
Кэйтлин Даблдэй была утверждена на роль Ронды 11 марта 2014 года, будучи последним актёром, кто присоединился к шоу в регулярном статусе. Персонаж описывался как сексуальная, манипулирующая мужем выпускница Лиги Плюща. Даблдэй является единственным белым актёром в основном составе сериала.
Ронда является женой Андре Лайона, старшего сына в семье. Они познакомились, участь вместе в Пенсильвансом университете и вскоре вступили в брак назло Люциусу Лайону, который ненавидел Ронду, так как она является белой. Ронда знала, что Андре страдает от биполярного расстройства ещё до их свадьбы. Позже было выявлено, что Ронда родилась в семье, относящейся к типу «Белой швали».
Будучи женой Андре, Ронда имеет над ним власть, направляя его действия в нужную сторону. Она описывается как карьеристка, которую ничего не остановит в целях достижения желанного. Шоураннер сериала Айлин Чайкен в интервью отмечала, что Ронда и Андре являются злодеями время от времени, но их отношения основаны на любви и они вполне могут считаться самой стабильной парой в сериале. В начале сериала, когда Люциус объявляет, что ищет преемника на место главы компании, Ронда начинает реализовывать план, чтобы Андре стал впоследствии главой Empire Entertainment. В ходе развития сюжета, однако они сталкиваются с расизмом Люциуса, так как он считает, что Андре недостоин занять его место будучи женатым на белой женщине. Вследствие этого у Андре происходит кризис, в ходе которого Ронда поддерживает его. Мать Андре, Куки Лайон, также негативно настроена в отношении Ронды. В финале первого сезона выясняется, что Ронда беременна от Андре.

### Второстепенные персонажи

#### Порша Тейлор
Порша Тейлор (англ. Porsha Taylor) — персонаж американской телевизионной прайм-тайм мыльной оперы Fox «Империя». Роль Порши исполняет рэпер и актриса Та’Ронда Джонс начиная с эпизода «The Outspoken King», вышедшего 14 января 2015 года.

##### История развития
Чикагский рэпер Та’Ронда Джонс работала медсестрой в доме для престарелых, прежде чем дебютировать в сериале. Когда продюсеры искали местных музыкантов, Джонс изначально пробовалась на роль Тианы, которая в итоге отошла к Серайе Макнил. После, однако, она получила предложение прийти на пробы на роль Порши, помощницы Куки Лайон. Не имея никакого актёрского опыта, Джонс несколько дней спустя была утверждена на роль. Характер персонажа задумывался как просто фоновый, но после дебюта Джонс во втором эпизоде первого сезона, продюсеры решили расширить её роль. Персонаж является родственницей заключенной, с которой Куки вместе сидела в тюрьме, благодаря чему она и наняла Поршу как свою помощницу.
Порша известна своим примечательным стилем, сочетающим в себе яркую одежду, броский макияж и прическу из дредов, а также постоянное присутствие жевательной резинки во рту. Джонс сама разрабатывала гардероб для своего персонажа. За создание персонажа, который предназначается лишь для комедийной составляющей, Джонс получила похвалу от критиков, которые называли её «Похитителем сцен».
Благодаря популярности персонажа, Джонс была повышена до основного состава начиная со второго сезона.

#### Остальные второстепенные персонажи
- Габури Сидибе в роли Бекки, исполнительного помощника Люциуса в Empire Entertainment.
- Ниалла Гордон в роли Харлоу Картер, агента ФБР, которая работает с Куки.
- Кортни Лав в роли Элли Даллас, хард-рок исполнительницы в Empire Entertainment.
- Таша Смит в роли Кэрол Хардвэй, сестры Куки.
- Рафаэль де ла Фуэнте в роли Майкла Санчеса, парня Джамала.
- Serayah в роли Тианы Браун, бисексуальная артистка Empire Entertainment и девушка Хакима.
- Наоми Кэмпбелл в роли Камиллы, немолодой любовницы Хакима.
- Антуан Маккей в роли Банки Кэмпбелла, кузен Куки, близкий друг Люциуса.
- Джадд Нельсон в роли Билли Баррети, владелец Creedmoor Entertainment, работавший с Люциусом в начале его карьеры.
- Дерек Люк в роли Малькольма Дево, начальника службы безопасности в Empire Entertainment.

## Приглашенные звёзды
- Кьюба Гудинг-младший в роли Дуэйна «Пумы» Робинсона, автора песен и старого знакомого Люциуса и Куки.
- Мэри Джей Блайдж в роли Энджи, женщины из прошлого Люциуса, которая неожиданно возвращается в его жизнь.
- Эстель в роли Дельфины, певицы, которая поддержала Джамала, когда он совершил каминг-аут.
- Дженнифер Хадсон в роли Мишель Уайт, музыкального терапевта, которая помогает Андре в период кризиса.
- Рэйвен-Симоне в роли Оливии, женщины из прошлого Джамала, утверждавшей, что он — отец её ребёнка.
- Тим Хоппер в роли Стива Кэлхуна, отца Анники.
- Шанезия Дэвис-Уилльямс в роли миссис Кэлхун, матери Анники.
- Майкл Эммет Уолш в роли Гарольда Блейкли, престарелого члена правления Empire Entertainment.
- Глэдис Найт в роли себя
- Энтони Гамильтон в роли себя
- Суэй Каллоуэй в роли себя
- Вероника Боузмэн в роли себя
- Снуп Догг в роли себя
- Рита Ора в роли себя
- Патти Лабелль в роли себя
- Juicy J в роли себя
- Pitbull в роли себя
- Ни-Йо в роли себя